# Berezove, Milove
Berezove (în ucraineană Березове) este un sat în comuna Novostrilțivka din raionul Milove, regiunea Luhansk, Ucraina.

## Demografie
Componența lingvistică a localității Berezove
     Ucraineană (66,18%)
     Rusă (25,49%)
Conform recensământului din 2001, majoritatea populației localității Berezove era vorbitoare de ucraineană (66,18%), existând în minoritate și vorbitori de rusă (25,49%) și armeană (2,94%).